# Mammillaria multidigitata
Mammillaria multidigitata là một loài thực vật có hoa trong họ Cactaceae. Loài này được W.T. Marshall ex Linds. mô tả khoa học đầu tiên năm 1947.

## Hình ảnh

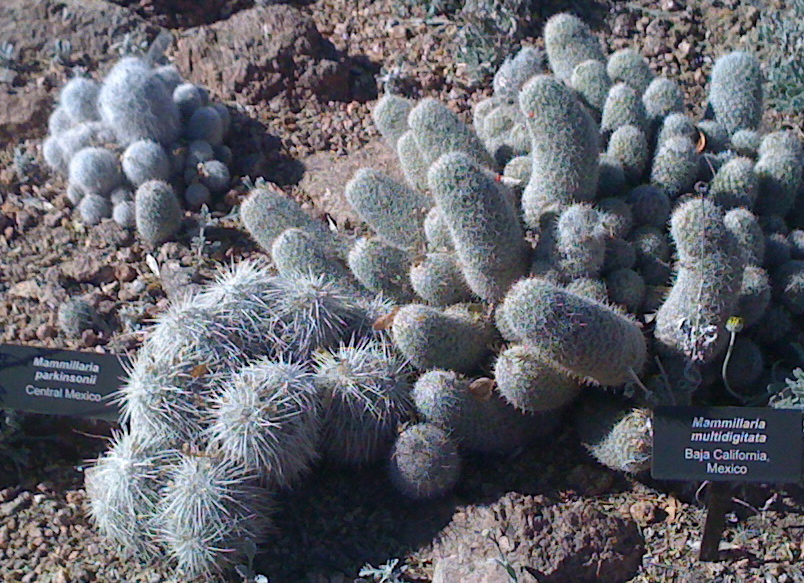